# Фиала, Карел
Карел Фиала (чеш. Karel Fiala, 3 августа 1925, Острава — 3 октября 2020) — чешский оперный певец (тенор) и киноактёр.

## Биография
После закрытия гимназий во время нацистской оккупации освоил у своего отца профессию трубочиста.
После войны окончил Пражскую консерваторию (1947—1952). В 1952—1955 обучался пению в столичной Академии музыкального искусства.
С 1949 по 1954 — оперный певец Национального театра в Праге.
С 1954 года много лет был солистом Музыкального театра в Карлине. Выступал в мюзиклах и опереттах.
С 1956 года снимался в кино.
В 1988 году правительство Чехословакии наградило Фиалу Медалью за заслуги.
Он был женат три раза и имел четырех сыновей.
В 2020 году посмертно награждён чешской медалью «За заслуги» I степени.

## Избранная фильмография

Постер фильма «Лимонадный Джо» с Карелом Фиалой в главной роли

- 1989 — Пражская пятерка / Pražská pětka
- 1984 — Амадей — Дон Жуан в «Доне Жуане»
- 1983 — От вражды до слез один шаг / Od vraždy jenom krok ke lži
- 1977 — Что если поесть шпината / Což takhle dát si špenát
- 1973 — Nicht schummeln, Liebling — Майор
- 1971 — Принц Баяя / Princ Bajaja — советник
- 1964 — Лимонадный Джо — Лимонадный Джо
- 1961 — Репортаж с петлей на шее
- 1960 — Далибор — рыцарь Далибор
- 1960 — Даржбуян и Пандргола — Коварский
- 1958 — Наводнение — Марко
- 1957 — Лабакан (Восточная сказка) — принц Омар

Лауреат премии «Талия 2003», вручаемой Ассоциацией деятелей театра лучшим чешским актерам, певцам и танцорам предыдущего года.